# 어수리
어수리(Heracleum moellendorffii)는 한반도 각처의 산과 들에 흔히 나는 여러해살이풀로 높이는 70-150cm이다. 줄기는 속이 빈 원기둥 모양, 굵은 가지가 갈라지고, 큰 털이 나 있다. 근생엽과 줄기 밑의 잎은 잎자루가 크고, 깃꼴겹잎, 잎면과 잎자루에 털이 밀생, 작은잎은 3-5장, 넓은 난형, 길이 7-20cm이다. 끝의 작은 잎은 둥근 모양, 갈래는 끝이 뾰족하며, 가장자리에 결각 모양의 톱니가 있고, 잎자루 밑은 잎집이 되어 줄기를 감싼다. 꽃은 가지 줄기 끝에 20-30개의 작은 산형꽃차례로 된 겹산형꽃차례, 1개의 작은 꽃차례에는 25-30 송이의 흰꽃이 붙는다. 꽃자루의 길이는 일정하지 않고, 털이 있으며, 꽃차례 가장자리의 꽃이 크고, 바깥쪽 꽃잎은 안쪽 것보다 훨씬 크다. 열매는 납작한 난형으로 위쪽에 무늬가 있고, 털이 없다.